# Ferrari Monza SP
Ferrari Monza SP – supersamochód klasy średniej produkowany pod włoską marką Ferrari w latach 2019–2022.

## Historia i opis modelu

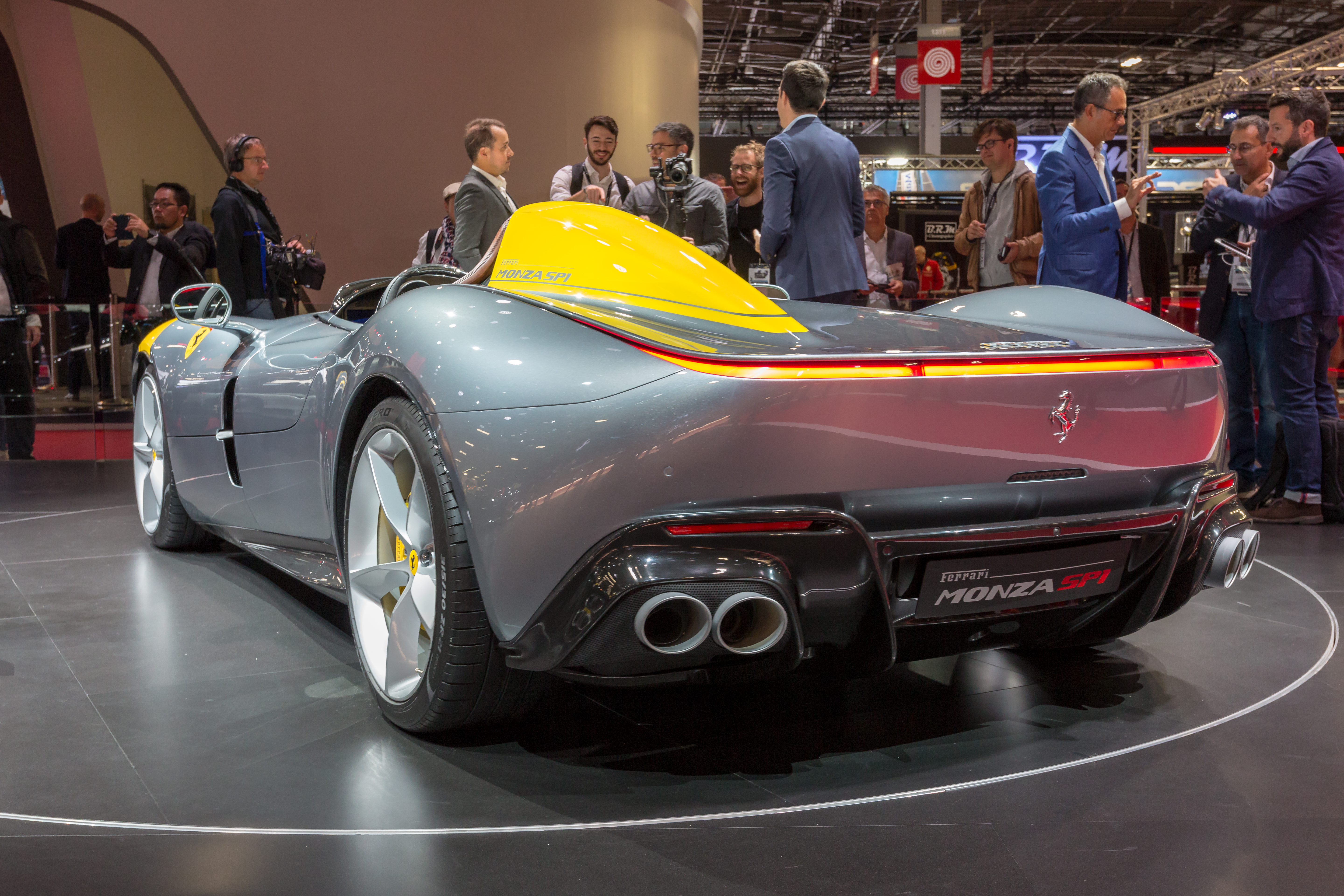
Ferrari Monza SP1 - tył

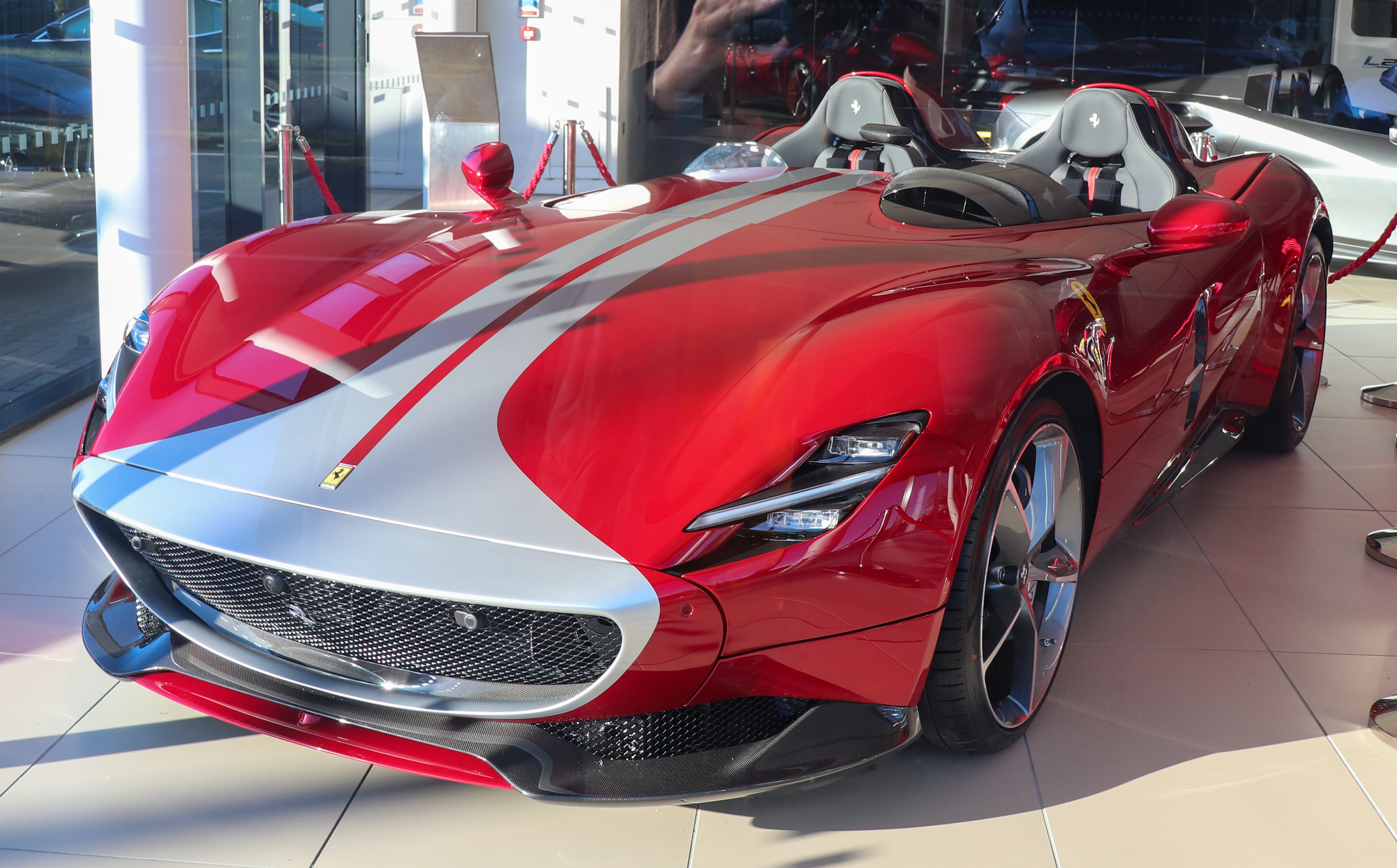
Ferrari Monza SP2

Ferrari Monza SP zadebiutowało we wrześniu 2018 roku, będąc pierwszym w produktem ze specjalnej serii limitowanych modeli  Icona nawiązujących do historycznych, słynnych konstrukcji włoskiej firmy. Ta barchetta stanowi nowoczesną interpretację modeli z lat. 50 jak 750 Monza oraz 860 Monza.
Samochód utrzymano w futurystycznej estetyce, wyróżniając się brakiem szyby czołowej, obłą i smukłą sylwetką, a także wąskim pasem świetlnym LED wieńczącym tylną część nadwozia. Dostęp do kabiny pasażerskiej uzyskać można za pomocą niewielkich, podnoszonych drzwi, z kolei koło kierownicy uzyskało charakterystyczny, trójramienny kształt.
Napęd Ferrari Monza SP tworzy benzynowy, wolnossący silnik typu V12 rozwijający moc 810 KM przy 8500 obrotach na minutę. W momencie debiutu było to najmocniejsze V12 wyprodukowane przez włoską firmę. SP jest w stanie osiągnąć 100 km/h w 2,9 sekundy oraz 200 km/h w 7,9 sekundy, z kolei prędkość maksymalna wynosi 300 km/h.

### Warianty
Ferrari Monza został opracowany w dwóch wariantach, SP1 oraz SP2. Pierwszy z nich wyróżnia się jednoosobową kabiną pasażerską, z kolei w drugim modelu wygospodarowano przestrzeń na dwa miejsca umieszczone sąsiednio, z parą podnoszonych do góry drzwi.

### Sprzedaż
Modele z serii Monza SP, zgodnie z założeniami serii Icona, powstały jako ściśle limitowane konstrukcje przeznaczone dla wyselekcjonowanych nabywców. Poczynając od początku produkcji w 2019 roku, firma zaplanowała zbudowanie łącznie 499 egzemplarzy modeli SP1 i SP2 w cenie 2 milionów dolarów za egzemplarz.

### Silnik
- V12 6.5l 810 KM